# Delphine Combe
Pour les articles homonymes, voir Combe (homonymie).
Delphine Combe (née le 6 décembre 1974 à Aubenas) est une athlète française spécialiste du 100 et du 200 mètres. 
En 1997, elle remporte la médaille de bronze du relais 4 × 100 m des Championnats du monde d'Athènes aux côtés de Patricia Girard, Christine Arron et Sylviane Félix, établissant un nouveau record de France en 42 s 21.
En 2002, lors des Championnats d'Europe de Munich, le relais français composé de Delphine Combe, Muriel Hurtis, Sylviane Felix et Odiah Sidibe monte sur la plus haute marche du podium, devançant avec le temps de 42 s 46, l'Allemagne et la Russie.
Sélectionnée à 14 reprises en équipe de France d'athlétisme, Delphine Combe a évolué aux clubs d'athlétisme de Largentière et d'Aubenas, et a eu comme entraîneurs successifs Thierry Debard et Mireille Constant.

## Palmarès
- Championnats du monde d'athlétisme 1997 à Athènes :
  -  Médaille de bronze du relais 4 × 100 m
- Championnats d'Europe 2002 à Munich
  -  Médaille d'or du relais 4 × 100 m